# Rejon szostecki
Rejon szostecki – jednostka administracyjna wchodząca w skład obwodu sumskiego Ukrainy.
Rejon utworzony w 1923, ma powierzchnię 1219 km² i liczy około 23 tysięcy mieszkańców. Siedzibą władz rejonu jest Szostka.
Na terenie rejonu znajdują się 1 osiedlowa rada i 16 silskich rad, obejmujących w sumie 36 wsi.